# LP360
LP360 – oprogramowanie do przetwarzania danych uzyskanych na drodze skanowania laserowego (LiDAR) wyprodukowane przez firmę QCoherent. Pierwsza wersja oprogramowania LP360 powstała w roku 2006.
Oprogramowanie LP360 działa w środowisku ArcGIS for Desktop (Esri) i jako wersja standalone.

## Aplikacja
LP360 oferowana jest w trzech wersjach o różnych poziomach zaawansowania: LP360 Basic, LP360 Standard, LP360 Advanced. Ponadto firma QCoherent udostępnia bezpłatną wersję oprogramowania LP360 Viewer, która jest dostępna do pobrania na stronie producenta. 
LP360 dystrybuowane jest w dwóch wersjach: 
- LP360 dla ArcGIS - wymaga tylko podstawowej wersji oprogramowania ArcGIS (ArcGIS Basic);
- LP360 Standalone - w wersji 32-bitowej i 64-bitowej[1].

### LP360 Basic
LP360  Basic  umożliwia  tworzenie  i  modyfikację  chmur  punktów zapisanych w binarnym formacie LAS w strukturze warstw ArcGIS. Aplikacja wykorzystuje standardowy format danych (LAS; ASPRS). Rozszerzenie LP360 pozwala na ładowanie, łączenie i zarządzanie chmurami punktów LiDAR. Aplikacja LP360 zapewnia użytkownikom ArcGIS przeglądanie danych w przestrzeni trójwymiarowej, jak również pozwala na generowanie przekrojów. Podczas pracy  z danymi  pochodzącymi z lotniczego skaningu laserowego LP360 wykorzystuje możliwości oprogramowania  ArcGIS w zakresie integracji  danych  2D  i  3D.

### LP360 Standard
Aplikacja  LP360  Standard  służy  do  klasyfikacji  i  edycji  chmur  punktów  LiDAR.  Fragmenty  chmur  punktów  mogą  być przeklasyfikowywane  do  dowolnej  klasy  w  pliku  LAS.  Automatyczne  filtry dostępne  są w interaktywnym  narzędziu  klasyfikacji.  Narzędzia poziomu  Standard  korzystają z warstw ArcGIS,  dzięki  czemu można istniejące dane wykorzystać w  procesie  klasyfikacji.

### LP360 Advanced
LP360 Advanced umożliwia wyodrębnienie i tworzenie warstwy obiektów na podstawie sklasyfikowanej chmury punktów. Oprogramowanie typu Advanced zapewnia użytkownikowi możliwość  dostosowania  parametrów  klasyfikacji  i  ekstrakcji  poprzez  obsługę  zakładkę  Point Cloud Task. Ponadto w oknie podglądu widoczna jest chmura punktów  z  ustawionymi  opcjami  filtracji  lub  ekstrakcji. Aplikacja ma możliwość podglądu danych w widoku ortogonalnym, perspektywie 3D i w przekroju podłużnym.